# Glossoloma
Glossoloma é um género botânico pertencente à família Gesneriaceae.

## Espécie
Glossoloma tetragonum